# Jan van Hest
Jan Cornelis Maria van Hest (Tilburg, 27 september 1968) een Nederlands hoogleraar bio-organische chemie aan de Technische Universiteit Eindhoven (TU/e). Van Hest is vooral bekend van zijn onderzoek op het gebied van polymersomen en nanoreactoren. In 2020 was hij een van de vier laureaten van de NWO-Spinozapremie.

## Biografie
Van Hest ontving in 1991 zijn mastergraad (MSc) in de scheikundige technologie aan de Technische Universiteit Eindhoven. Aansluitend promoveerde hij in 1996 aan dezelfde universiteit onder begeleiding van Bert Meijer. Voor zijn proefschrift "New molecular architectures based on dendrimers" ontving hij zowel de DSM Science and Technology Award als de SNS Bank Prijs voor het beste proefschrift in de technisch-fundamentele wetenschappen.
Dankzij een NWO Talent-stipendium kon Van Hest een postdoc-positie verkrijgen aan University of Massachusetts Amherst, waar hij samen met professor David Tirrell onderzoek deed op het gebied van polypeptide engineering en materiaaleigenschappen. Het jaar erop, in 1997, ging hij als onderzoeker werken bij DSM Research, waar hij later afdelingshoofd werd.
In 2000 werd de toen 31-jarige Van Hest benoemd tot hoogleraar aan de Radboud Universiteit in Nijmegen. Hier zette hij een nieuwe onderzoekgroep op. In 2016 stapte hij over naar de Technische Universiteit Eindhoven, waar hij de leerstoel bio-organische chemie krijgt aan de faculteiten Scheikundige Technologie en Biomedische Technologie. Twee jaar later, in 2018, wordt hij ook benoemd tot wetenschappelijk directeur van het Institute for Complex Molecular Systems (ICMS) aan de TU/e.

## Werk
Van Hest is een pionier op het gebied van kunstmatige cellen en organellen, de organen van de een eukaryotische cel. Hiertoe ontwikkelde hij een nieuw onderzoeksgebied op het grensvlak van de polymeerchemie en de biologische geneeskunde.
Hij was de eerste wetenschapper die polymersomen fabriceerde, holle bolletjes die bijvoorbeeld met eiwitten of medicijnen gevuld kunnen worden en die vervolgens ingebracht worden in een lichaamscel. Deze zogenaamde nanomedicijnen worden onder andere toegepast in de behandeling van kanker, de immunologie en de oogheelkunde.
Daarnaast wist Van Hest een kunstmatige cel (een nanoreactor) te maken die het complexe gedrag van een levende cel simuleert. Ook maakte hij constructies van polymeren die vergelijkbaar zijn met het cytoplasma in cellen en slaagde hij erin om fouten te herstellen in biologische celprocessen door gebruik te maken van semipermeabele bollen gevuld met eiwitten.
- International Standard Name Identifier: 0000 0003 8887 1689
- NARCIS: PRS1242278
- Nederlandse Thesaurus van Auteursnamen: 147373069
- ORCID: 0000-0001-7973-2404
- ResearcherID: D-5625-2012
- Virtual International Authority File: 282171770
- WorldCat: E39PBJvXmTHjqXxDtb73pQwDMP